# غيردا مارتين
غيردا مارتين (بالإسبانية: Gerda Martín)‏ هي منافسة ألعاب القوى تشيلية، ولدت في 5 سبتمبر 1927.

## وصلات خارجية
- غيردا مارتين على موقع أوليمبيديا (الإنجليزية)